# Ionel Funeriu
Ionel Funeriu (n. 1946) este un filolog român, fost cercetător și profesor la Universitatea de Vest din Timișoara și la Universitatea „Aurel Vlaicu” din Arad.
Opera sa majoră este o revizuire din temelii a teoriei versificației⁠(d) românești. În 1981 publică „Versificația românească, o perspectivă lingvistică”, lucrare premiată de Academia Română. Folosind principiile enunțate în teoria sa asupra versificației, Ionel Funeriu a descoperit și îndreptat sute de erori de editare a poeziei lui Alexandru Macedonski (în volumul Al. Macedonski. Hermeneutica editării).

## Publicații
- Versificația românească, Facla, 1980
- Al. Macedonski. Hermeneutica editării, Amarcord, 1995
- Editorialiști români, Augusta, 1997
- Principii și norme de tehnoredactare computerizată, Amarcord, 1998
- Eminescu – lecturi infidele, (broșură), Editura Academiei, 2001
- Reflecții filologice, Editura Universității Arad, 2008
- G. I. Tohăneanu – optimus magister, Universitatea de Vest Timișoara, 2017
- Biografii lexicale, Brumar, 2017 ediția I, 2019 ediția a doua
- Introducere în ortotipografie, Brumar, 2021
- În dialog cu cititorii (sub tipar)